# CalmoCobra
CalmoCobra è il terzo album in studio del cantautore italiano Tananai, pubblicato il 18 ottobre 2024.
Il progetto discografico ha esordito alla prima posizione della classifica FIMI Album, divenendo il primo progetto dell'artista ad ottenere tale risultato, oltre che alla prima posizione della Classifica FIMI Vinili.

## Descrizione
Il progetto discografico si compone di dodici tracce, scritte dallo stesso Tananai con la collaborazione di autori e produttori, tra cui Davide Simonetta, in arte d.whale, Michele Zocca, in arte Michelangelo, e Giorgio Pesenti, in arte Okgiorgio.

## Promozione

### Album
In concomitanza all'uscita dell'album, per celerare l'uscita di esso, il cantautore ha organizzato un release party presso il locale Superclub, in via Tortona a Milano.

### Singoli
Il 15 marzo 2024 è stato pubblicato Veleno come primo singolo estratto dall'album.
Il 5 giugno 2024 è stato pubblicato Storie brevi in coppia con Annalisa come secondo singolo estratto dall'album e già incluso come unico estratto dalla riedizione digitale dell'album di lei E poi siamo finiti nel vortice. Il brano è stato eseguito in anteprima dai due artisti nel corso del Battiti Live a Giovinazzo il 2 giugno.
Il terzo singolo estratto dall'album, Ragni, è stato pubblicato il 6 settembre 2024.
Il 15 novembre 2024 è stato reso disponibile Punk love storia, quarto singolo estratto dall'album scritto in collaborazione con Tiziano Ferro, eseguito in anteprima pochi giorni prima dall'uscita dell'album presso il Politecnico e alla metropolitana di Milano e successivamente anche il 20 ottobre nel corso della terza puntata del programma Che tempo che fa, in onda su Nove con la conduzione di Fabio Fazio.
Il 29 novembre 2024 è uscito Booster come quinto singolo estratto dall'album, eseguito in anteprima dallo stesso cantautore il 7 novembre nel corso della terza puntata del talent show X Factor e successivamente anche il 17 novembre nel corso dell'ottava puntata della ventiquattresima edizione del talent show Amici di Maria De Filippi.
Il 21 marzo 2025 è stato pubblicato Alibi come primo singolo estratto dalla riedizione digitale. Il brano è stato poi inserito nella colonna sonora del film L'amore, in teoria diretto da Luca Lucini, uscito il 24 aprile.
Il 6 giugno 2025 è uscito Bella madonnina come secondo singolo estratto dalla riedizione digitale, eseguito in anteprima per la prima volta in live in Piazza del Plebiscito a Napoli, dove si è svolto il festival musicale Kiss Kiss Way organizzato da Radio Kiss Kiss, mentre il giorno seguente l'artista lo ha eseguito in live al Foro Italico a Roma, dove si è svolto il festival musicale Future Hits Live organizzato da Radio Zeta.

### Tour
Per promuovere il disco, il cantautore ha prima presentato l’album e incontrato i fan in diverse librerie italiane durante il CalmoCobra Instore Tour (nel mese di ottobre 2024) e poi si è esibito dal vivo nei principali palazzetti di tutta Italia con il CalmoCobra Live 2024 (nei mesi di novembre e dicembre 2024).

## Accoglienza
| Recensione | Giudizio |
| ---------- | -------- |
| Newsic     | 6,90/10  |
| Rockol     | 8/10     |

Mattia Marzi di Rockol apprezza che l'artista abbia curato sia la scrittura che la produzione dei brani, associandolo per le scelte stilistiche a Tiziano Ferro, definendolo "la sua ribellione" al pop italiano di questi anni. Francesco Lo Torto di Vanity Fair Italia descrive il progetto come "un disco pop ben arrangiato, punteggiato da ritornelli sempre efficaci ma anche arricchito da declinazioni interessanti", apprezzando le scelte stilistiche influenzate dai produttori e autori Davide Simonetta, Michelangelo e Okgiorgio nei brani. Lo Torto afferma che l'album "descrive l'amore tormentato del cantautore per l'amore e per tutte quelle sensazioni che ti lascia addosso. Le emozioni che è bello cercare di bloccare e imprimere su un disco".

## Tracce
1. Fango – 2:16 (Alberto Cotta Ramusino)
2. Booster – 3:15 (Alberto Cotta Ramusino, Alessandro Raina, Davide Simonetta, Paolo Antonacci, Placido Salamone)
3. Ragni – 3:30 (Alberto Cotta Ramusino, Davide Simonetta)
4. Punk love storia – 3:15 (testo: Alberto Cotta Ramusino, Tiziano Ferro – musica: Alberto Cotta Ramusino, Tiziano Ferro, Michele Zocca)
5. Androne – 3:00 (Alberto Cotta Ramusino, Enrico Wolfgang Leonardo Cavion)
6. Vaniglia – 3:36 (Alberto Cotta Ramusino, Andrea Bonomo, Davide Simonetta)
7. Guarda cosa hai fatto – 2:59 (Alberto Cotta Ramusino, Davide Simonetta, Paolo Antonacci)
8. Veleno – 3:18 (Alberto Cotta Ramusino, Enrico Wolfgang Lonardo Cavion)
9. Nessun confine – 3:10 (Alberto Cotta Ramusino, Enrico Wolfgang Leonardo Cavion)
10. Storie brevi (con Annalisa) – 2:55 (Alberto Cotta Ramusino, Annalisa Scarrone, Davide Simonetta, Paolo Antonacci)
11. Margherita – 2:51 (Alberto Cotta Ramusino, Davide Simonetta, Paolo Antonacci)
12. Radiohead – 3:23 (testo: Alberto Cotta Ramusino – musica: Giorgio Pesenti)

Tracce bonus nella riedizione digitale
1. Bella madonnina – 2:42 (Alberto Cotta Ramusino, Enrico Wolfgang Leonardo Cavion, Ghevdet Driza)
2. Alibi – 3:10 (Alberto Cotta Ramusino, Enrico Wolfgang Leonardo Cavion, Paolo Antonacci)

## Classifiche

### Classifiche settimanali
| Classifica (2024) | Posizione massima |
| ----------------- | ----------------- |
| Italia            | 1                 |

### Classifiche di fine anno
| Classifica (2024) | Posizione |
| ----------------- | --------- |
| Italia            | 78        |